# Galeola nudifolia
Galeola nudifolia är en orkidéart som beskrevs av João de Loureiro.
Galeola nudifolia ingår i släktet Galeola och familjen orkidéer. Inga underarter finns listade i Catalogue of Life.